# Сенджуро Хаяши
Сенджуро Хаяши (林 銑十郎) е японски генерал, командващ японската инвазия в Манджурия, която слага начало на участието на Токио във Втората световна война и министър-председател на 33-то правителство на Япония от 2 февруари до 4 юни 1937 г.

## Военна кариера
Сенджуро Хаяши е роден на 23 февруари 1876 г. в префектура Ишикава в семейството на бивш самурай от клана Канадзава. Първоначално учи в подготвителния курс на Четвърта гимназия, след което продължава образованието си в Армейския военен колеж и Военната академия. Сражава се в Руско-японската война, а след края ѝ е назначен за директор на Армейския военен колеж. Известно време командва дивизия на Императорската гвардия, и т.нар. Корейски корпус (японския военен контингент в Корея). По време на завладяването на Манджурия от японските сили в нощта на 21 септември 1931 г. Хаяши дава самостоятелно заповед на войските си да преминат границата и да се придвижат в Квантунската мандатна територия. Действията на Хаяши, способстващи за установяването на контрола над Манджурия, получават одобрението на правителството в Токио, а той самият е отличен като инициативен командир. Хаяши рискува, тъй като в политически смисъл японските военни са все още слаби, а премиерът Рейджиро Вакацуки не е привърженик на подобни решителни действия. През 1932 – 34 г. влиза в състава на японската администрация при правителството на марионетната държава Манджоуго. Скоро след това Хаяши е назначен за главен инспектор на военните училища в Япония и е сред най-активните членове на групировката „Тосейха“ („Група на контрола“) в армията, обявяваща е за установяване на военна диктатура в страната, чиято цел била твърдо провеждане на агресивна външна политика.

## Военен министър
През 1934 г. Хаяши става военен министър в правителството на Макото Сайто. През март същата година Министерството на войната издава книга, озаглавена „Очерци за времената, когато над нацията беше надвиснала опасност“ („Хидзеки кокумин дзеншю“) в предисловието, към която министър Хаяши констатира, че армията все още не се е отказала от опростената идеология на победата, постигната в Руско-японската война. Бъдещата война, твърди Хаяши, ще се превърне за Япония в продължение на великите битки от миналото, макар и в нов, далеч по-голям мащаб, и за успеха ѝ е нужна мобилизация на цялата нация. Хаяши остава на министерския пост и в следващия кабинет на Кейсуке Окада. В качеството си на министър той уволнява екстремистки настроения генерал Джинсабуро Мадзаки, заемащ по това време поста генерален инспектор на военните училища. Това му действие изостря противоречията между двете групировки в армията и става една от косвените причини за преврата от 26 февруари 1936 г., тъй като офицерите от едната групировка симпатизирали на Мадзаки. След потушаването на метежа на „младите офицери“ през февруари 1938 г. е принуден да се оттегли от действителна военна служба.

## Министър-председател
На 10 февруари 1937 г. Хаяши поема премиерския пост, след неуспешни опити да убеди водачите на основните партии да се обединят около него. Така той трябва да сформира надпартиен кабинет, който остава на власт едва четири месеца. След като встъпва в длъжност, Хаяши обявява провеждането на нов „път на обновлението“, който на практика се превръща в програма за по-нататъшна милитаризация на страната. Правителството приема мерки за увеличаване на военните разходи. Основа за военните разходи била асигнирането на производството на въоръжения и издръжката на армията. За 1937 – 38 г. те съставляват 1,438 милиона йени. На 29 май 1937 г. са публикувани „Основни положения на петгодишната програма за развитите на най-важните промишлени отрасли“, в които се отделя особено внимание на развитието на машиностроенето (особено на самолето- и автомобилостроенето), металургията, въгледобива, производството на горива и алуминий. През 1937 г. в Япония са построени 1580 самолета, 325 танка и 23 бойни кораба. Във външнополитически план основно място за кабинета на Хаяши поема курс към „тотална война“ в Китай. Постигайки победа на военните над партиите, той неизбежно се конфронтира с парламента. На 31 март 1937 г. без видими причини Хаяши разпуска камарата, но на последвалите на 30 април избори голямата част от избирателите гласуват против кабинета. В същото време двете големи партии – Сейюкай и Минсейто, обединени под антиправителствени лозунги, удържат убедителна победа, получавайки 75% от местата. Дори и тогава Хаяши се опитва да удържи властта за известно време, планирайки дори отново да разпусне парламента и промени избирателния закон. Това обаче не става, тай като на 4 юни 1937 г. правителството е принудено да подаде оставка. След оставката, Хаяши става съветник на императора и член на Тайния съвет. На 17 октомври 1941 г., след оставката на Фумимаро Коное, той подкрепя горещо кандидатурата на генерал Хидеки Тоджо за премиерския пост. На 29 ноември 1941 г. на съвещанието при императора Хаяши се обявява за започването незабавно на война срещу САЩ. Сенджуро Хаяши умира на 4 февруари 1943 г.